# 홀로코스트 3
홀로코스트 3(Cannibal Ferox)은 이탈리아에서 제작된 움베르토 렌지 감독의 1981년 모험, 공포 영화이다. 지오바니 롬바르도 라디스 등이 주연으로 출연하였고 미노 로이 등이 제작에 참여하였다.

## 출연

### 주연
- 지오바니 롬바르도 라디스
- 로레인 드 셀레

### 조연
- 다닐로 마테이
- 조라 케로바
- 피암마 마글리온
- 로버트 커먼
- 존 바사
- 베난티노 베난티니
- 지오바니 베르가미니
- 래리 돌긴
- 리처드 맥나마라
- 리카르도 페트라지
- 페리 퍼커넌
- 도미닉 락케
- 그레고리 스네고프
- 수잔 스파포드
- 팻 스털크
- 프랭크 본 쿠에겔겐

## 제작진
- 미술: 쥬세페 바산
- 의상: 쥬세페 바산

## 같이 보기
- 식인 영화